# Гелика
Гели́ка (греч. Ἑλίκη) — античный город в Ахее на севере Пелопоннеса на берегу реки Селинунт.
Основан в раннем бронзовом веке, примерно в XXVII—XXIV веках до н. э. Находился на расстоянии 40 стадий от Эйона и 12 стадий от Коринфского залива.
Павсаний пишет, что Ион решил захватить Эгиал. Царь эгиалеев Селинунт предложил ему в жёны свою единственную дочь Гелику и право наследования власти. Ион принял предложение и после смерти Селинуса построил город Гелику.
Возглавлял первый Ахейский союз, созданный в V веке до н. э. и состоящий из 12 полисов. Выходцы из Гелики основали Сибарис в Италии. Гомер упоминает Гелику в «Списке кораблей». В городе был храм Посейдона Геликонского. Гелика был общегреческим религиозным центром, уступая только Дельфам. Разрушен вместе с городом Бура при мощном землетрясении и наводнении в 373 году до н. э.

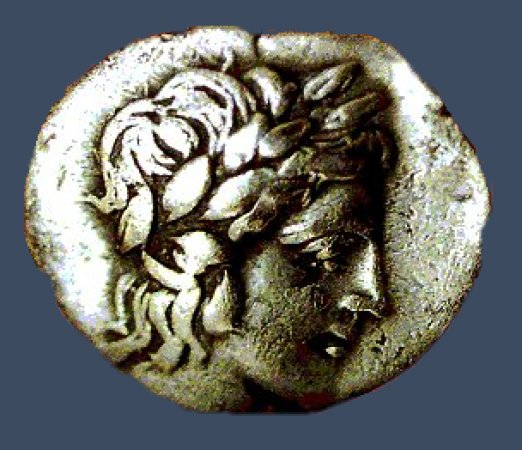
Монета из Гелики

Павсаний пишет, что ахейцы вызвали гнев Посейдона, убив ионян, моливших о защите в храме Посейдона. Страбон пишет, что ахейцы вызвали гнев Посейдона тем, что отказались отдать ионийцам статую Посейдона или модель храма.
Диодор Сицилийский в своей «Исторической библиотеке» упоминает Гелику. Страбон в своей «Географии» пишет, что место катастрофы спустя 150 лет посетил Эратосфен и перевозчики рассказывали ему, что стоит в проливе статуя Посейдона и держит в руке гиппокампа. В 174 году Павсаний посетил место катастрофы и видел в воде стены древнего города.
На предполагаемом месте Гелики около Ризомилос в общине Эйялия в периферии Западной Греции, найденном в 2001 году, ведутся раскопки.
Исследователи считают гибель Гелики источником для рассказа Платона об Атлантиде в его трактате «Тимей», созданном около 360 года до н. э. Впервые это предположили Альфред Эдвард Тейлор и П. Фрютиже.